# Shi'erliancheng
Shi'erliancheng (kinesiska: 十二连城, 十二连城乡) är en socken i Kina. Den ligger i den autonoma regionen Inre Mongoliet, i den norra delen av landet, omkring 80 kilometer sydväst om regionhuvudstaden Hohhot. Antalet invånare är 13969. Befolkningen består av 6 637 kvinnor och 7 332 män. Barn under 15 år utgör 15,0 %, vuxna 15-64 år 72 %, och äldre över 65 år 12,0 %.
Genomsnittlig årsnederbörd är 630 millimeter. Den regnigaste månaden är juli, med i genomsnitt 178 mm nederbörd, och den torraste är januari, med 3 mm nederbörd.